# Preciosa (Willem van Mieris)
Preciosa is een schilderij van de Nederlandse kunstschilder Willem van Mieris, olieverf op doek, 41 × 51,6 centimeter groot, gemaakt in 1709. Het verbeeldt een scène uit het verhaal La Gitanilla van Miguel de Cervantes. Het schilderij bevindt zich momenteel in de collectie van de Gemäldegalerie Alte Meister te Dresden.

## La Gitanilla
La Gitanilla ("Het zigeunermeisje") is het eerste verhaal uit Cervantes' bundel Novelas Ejemplares, verschenen in 1613. Diverse Nederlandstalige auteurs hebben het verhaal vervolgens verwerkt, waaronder Jacob Cats. In 1643 verscheen het voor het eerst in een Nederlandse druk.
La Gitanilla verhaalt van een adellijk meisje, Constanza, dat als klein meisje door de zigeunerin Majombe werd ontvoerd en verder opgevoed onder de naam Preciosa. Door haar uitzonderlijke schoonheid en met haar prachtige stem verdiende ze geld voor de zigeuners. Op zekere dag zag de edelman Don Juan haar zingen, werd stapel verliefd op haar en besloot om zich aan te sluiten bij de zigeunergroep. Toen hij na een ruzie om Preciosa een soldaat doodde moest de groep voor berechting naar het huis van de stadsrechter, waar ook Preciosa's natuurlijke moeder aanwezig was. Ze herkende haar dochter aan enkele specifieke kenmerken, Don Juan kon als edelman met haar trouwen en als in een sprookje keerde zo alles ten goede.

## Afbeelding
Van Mieris toont op zijn schilderij duidelijk de drie tekens waaraan Constanza door haar achter haar staande moeder werd herkend: de moedervlek boven haar rechterborst, de vergroeiing van haar derde en vierde teen en het medaillon op tafel. Verder vermeldt ook de brief op de tafel haar werkelijke afkomst, met vermelding van haar geboortedatum 1595. Dit is opmerkelijk omdat Cervantes zijn gedicht waarschijnlijk pas in 1610 voltooide, waarmee hij de ontknoping van het verhaal laat samenvallen met de actuele tijd. Van Mieris haakt op dat gegeven in door op zijn beurt ook weer enkele elementen op te nemen uit de tijd waarin hij het gegeven uitbeeldde, honderd jaar later: de vaas en het sieradenkistje zijn kenmerkend voor de tijd rond 1700 en mogelijk door Van Mieris zelf ontworpen. De dramatische aandacht voor het momentane wordt bovendien versterkt door de houding van de figuren en de blaffende hond. In het reliëf op de muur kan vagelijk Mozes worden herkend die het water uit de rots slaat, waarmee het bijzondere van het moment eens te meer wordt benadrukt.
Rechtsachter smoezelen drie zigeunerinnen. Onduidelijk is of de man op achtergrond, die zijn pas inhoudt, Don Juan is, of -gezien zijn klaarblijkelijk oudere leeftijd- Constanza's vader.
Van Mieris maakte vier variaties op het thema van Constanza. Eerder maakte Philips Wouwerman (1619-1668) al een reeks schilderijen naar het thema van Preciosa.